# Schweizerisches Architekturmuseum
Das Schweizerische Architekturmuseum («S AM», französisch Musée Suisse d'Architecture, italienisch Museo svizzero di architettura) ist die führende Institution für die Vermittlung von zeitgenössischer Architektur in der Schweiz mit Sitz in Basel.
Das Museum beschäftigt sich in wechselnden Ausstellungen und Veranstaltungen mit den international geführten Debatten über Architektur und Urbanismus sowie deren gesellschaftspolitische Aspekte und ihren Folgen für die Schweiz. Daneben gibt das Museum Publikationen heraus, und zu jeder Ausstellung finden Begleitveranstaltungen statt.

## Geschichte
Das «Architekturmuseum AM» wurde 1984 als Stiftung gegründet. Ursprünglich belegte es vier Stockwerke des 1958 von dem Architektenbüro Rasser und Vadi gebauten Domus-Hauses, das in Basel zu den seltenen Beispielen moderner Architektur der 1950er Jahre zählt. 2004 zog das Museum in die Kunsthalle Basel um. 2006 wurde das «Architekturmuseum AM» in «S AM Schweizerisches Architekturmuseum» umbenannt und hat sich den Auftrag gegebenen, die Architekturgeschichte und -entwicklung der gesamten Schweiz darzustellen.

## Direktorate
- Ulrike Jehle Schulte-Strathaus (Gründungsdirektorin, bis 2006)
- Francesca Ferguson (2006–2009)
- Hubertus Adam (2013–2015)
- Andreas Ruby (seit 2016)

## Ausstellungen (Auswahl)
Seit seiner Gründung hat das Museum über 150 Ausstellungen und unzählige Begleitveranstaltungen in Form von Vorträgen, Diskussionsrunden, Gesprächen, Workshops, Führungen und zahlreiche ausstellungsbegleitende Publikationen realisiert:
- 2024: Was wäre wenn – Ungebaute Architektur in der Schweiz
- 2023: Homo Urbanus – A Citymatographic Odyssey by Bêka & Lemoine
- 2022: Die Schweiz: Ein Abriss[1][2]
- 2020: Basel 2050
- 2019: Unterm Radar
- 2018: Dichtelust – Formen des urbanen Zusammenlebens in der Schweiz
- 2017: Bengal Stream
  - Schweizweit
- 2015: Bernard Tschumi
- 2014: Junge Schweizer Architekten
- 2013: Luginsland. Architektur mit Aussicht
- 2012: City Inc.
- 2011: The Object of Zionism
- 2010: Richard Neutra
- 2009: Madelon Vriesendorp
- 2008: Balkanology
- 2005: Zaha Hadid
- 2000: Peter Märkli
- 1997: Neues Bauen in den Alpen
- 1993: Rafael Moneo
- 1992: Livio Vacchini
- 1989: Frank O. Gehry
- 1988: Herzog & de Meuron
  - Office for Metropolitan Architecture
- 1987: Le Corbusier und Raoul La Roche
- 1984: Jean Prouvé